# Várady József (kancelláriai tanácsos)
Várady József (Bécs, 1800. április 18. – Páty, 1883. április 24.) magyar királyi udvari kancelláriai előadó-tanácsos. 

## Élete
Bécsben született, ahol apja Várady Elek államtanácsos és I. Ferenc császár kabinettitkára volt. Neveltetését a Therezianumban nyerte; tanulmányainak befejeztével Szőgyéninél volt patvarista; azután Ürményi kormányzósága alatt a fiumei kormányszékhez nevezték ki fogalmazónak. Fiumében közel hat évet töltött. (Az 1867. évi kiegyezés alkalmával sokat tett Fiume érdekében; Deák Ferenc is a fiumei kérdésben szívesen hallgatott tanácsára). Mikor József nádor Fiumét meglátogatta, kinevezte a helytartótanácshoz Budára; de itt nem sokáig maradt, mert Ferenc császár a magyar udvari kancelláriához hívta Bécsbe titkárnak és csakhamar referendárius lett. A szabadságharc elején kormánybiztosul küldték Fiuméba és ott hozzáfogott a kikötő kiépítéséhez. A szabadságharc után elfogatván, az Újépületbe került, de később szabadon bocsátották. Ezentúl hivatalt nem vállalt, hanem Pátyon (Pest megye) telepedett meg és ott élt a tudományoknak, nevezetesen az archeológiának és érdekes múzeumot gyűjtött. Ő volt a telki apátság visszaszerzésének is névtelen, de legbuzgóbb apostola és e kérdésben az agitációt még 1847-ben kezdte és a kiegyezés után folytatta. 
Írt az Archaeologiai Értesítőbe és más tudományos folyóiratokba, de időnkint politikai és közgazdasági kérdésekkel is foglalkozott és gyakran írt a Honba; legnagyobb dolgozata: Fiuméról és a Fiuméba vezető vasutirányról, mely 1869-ben a Hazánkban jelent meg tizenegy cikkben. 